# Mielopatías tóxicas
Las mielopatías tóxicas se pueden producir por varios procesos metabólicos y tóxicos, algunos de los cuales pueden estar asociados a enfermedades periféricas. El reconocimiento y tratamiento tempranos de las mismas pueden ser vitales para revertirlas.

## Mielopatía por deficiencia de vitamina B12[1][2]
La deficiencia de vitamina B12 puede dar lugar a una degeneración combinada subaguda de la médula espinal (mielopatía) y a una neuropatía periférica asociada.
Otras características neurológicas resultantes son: mieloneuropatia, neuropatía autónoma, neuropatía óptica, cambios de humor y de comportamiento, psicosis, y demencia
La deficiencia de vitamina B12 tiene numerosas causas: anemia perniciosa, malabsorción debido a una enfermedad gastrointestinal crónica, cirugía gástrica, fármacos como los antagonistas del receptor de histamina 2 o metformina, el uso y abuso de óxido nitroso y la infestación parasitaria por los peces (tenias). La infección gástrica por Helicobacter pylori puede provocar un síndrome de malabsorción. En los ancianos, la aclorhidria relacionada con la gastritis atrófica puede producir malabsorción de vitamina B12.
El inicio de los síntomas suele ser insidioso y a menudo consiste en síntomas vagos de fatiga y debilidad generalizada. Los síntomas autonómicos incluyen frecuencia urinaria, estreñimiento y disfunción eréctil en los hombres. Los síntomas de dificultad para la marcha y el equilibrio son comunes junto con la pérdida sensorial distal y parestesia. También puede ocurrir un deterioro cognitivo.
El diagnóstico de degeneración subaguda combinada de la médula espinal depende de un alto índice de sospecha basado en la historia clínica y el examen neurológico. Los niveles bajos de cobalamina sérica pueden ser la única información necesaria para confirmar el diagnóstico; sin embargo, pueden ocurrir niveles límite o normales. En tales casos, puede ser necesario medir los niveles de homocisteína y ácido metilmalónico para una evaluación adicional, ya que la elevación de estos compuestos puede ser diagnóstica. Las pruebas de anticuerpos contra el factor intrínseco y los anticuerpos de células parietales son útiles cuando se sospecha que la anemia perniciosa es la causa de la deficiencia de vitamina B12, aunque estos estudios tienen baja sensibilidad y especificidad. La resonancia magnética de la médula espinal es útil para evaluar la mielopatía causada por la deficiencia de cobalamina y para excluir las causas estructurales de la mielopatía. Pueden ser necesarios estudios de conducción nerviosa y EMG cuando se observa evidencia clínica de una neuropatía periférica asociada. Estos estudios pueden demostrar evidencia de un tipo axonal de neuropatía periférica.
El tratamiento estándar es el reemplazo urgente de vitamina B12. Por lo general, se administran 10-6 kg/día de cobalamina por vía intramuscular durante 2 semanas, seguidos de 10-6 kg/mes. Alguna evidencia sugiere que 10-6 kg/d de vitamina B12 por vía oral diaria es también un tratamiento eficaz. El tratamiento es de por vida, independientemente del tratamiento parenteral u oral. Puede ocurrir alguna mejoría de los síntomas neurológicos en los primeros 6 meses después del inicio del tratamiento. Sin embargo, la mejoría significativa puede retrasarse y, a menudo, es incompleta en pacientes con síntomas graves.

## Mielopatía por deficiencia de ácido fólico[1][2]
Las causas de una deficiencia en folato pueden ser el alcoholismo, trastornos gastrointestinales crónicos o que puedan causar una malabsorción (incluida la cirugía gástrica, ser celíaco o la enfermedad inflamatoria intestinal) y los antagonistas de folato como el metotrexato y la trimetoprima.
Sus consecuencias neurológicas son mielopatía, mieloneuropatía, neuropatía periférica, problemas cognitivos, atrofia óptica, hipotensión ortostática, pérdida de memoria o psicosis. Sin embargo, ocurre con mucha menos frecuencia que la deficiencia de cobalamina. A menudo se ve en combinación con otras deficiencias nutricionales..
El diagnóstico de deficiencia de folato se basa en niveles bajos de folato sérico junto con niveles elevados de homocisteína plasmática, que pueden usarse para monitorear la respuesta al tratamiento en pacientes con deficiencia de folato. También se pueden determinar los niveles de ácido fólico en glóbulos rojos.
El tratamiento se basa en la administración inicial de ácido fólico oral, 1 mg tres veces al día hasta que se normalicen las anomalías hematológicas, luego 1 mg al día; de 1 mg/día  a 5 mg/día por vía parenteral. Para la prevención de defectos del tubo neural, 0.4 mg al día en mujeres en edad fértil.

## Mielopatía por óxido nitroso[1][2][3]
El óxido nitroso causa la inactivación irreversible de la vitamina B12 que puede conducir a una condición mielopática aguda o subaguda idéntica a la degeneración combinada subaguda de la médula espinal. La forma activa de vitamina B12 intracelular es requerida por la enzima metionina sintasa para convertir la homocisteína en metionina y el metiltetrahidrofolato en tetrahidrofolato. El óxido nitroso interfiere con esta vía mediante la oxidación del centro de cobalto de la metilcobalamina. La producción normal de mielina y la síntesis de ADN se ven afectadas por la falla de esta vía metabólica. Esto conduce a la pérdida de la cohesión de la mielina y la vacuolización de la médula espinal.  
Como consecuencias neurológicas ocurren mielopatía, mieloneuropatía, neuropatía periférica y problemas cognitivos.
La toxicidad por óxido nitroso puede producir síntomas idénticos a los observados en la deficiencia de cobalamina como degeneración combinada subaguda
La resonancia magnética puede mostrar cambios idénticos a los que se pueden observar en pacientes con deficiencia de vitamina B12.
El tratamiento consiste en altas dosis de cobalamina(vitamina B12) por vía intramuscular junto con el cese del uso de óxido nitroso. Se ha sugerido el suplemento de metionina como una opción de tratamiento adicional para mejorar o acelerar la recuperación. La mejoría de los síntomas clínicos y los estudios de resonancia magnética generalmente se realizan después del tratamiento.

## Mielopatía por deficiencia de cobre[1][2]
Las consecuencias neurológicas observadas por la deficiencia de cobre en el organismo son: mielopatías o mieloneuropatías (similares a la deficiencia de vitamina B12) neuropatías, ataxia, neuropatías ópticas.
Las causas por las que se produce son: una mala absorción o por ingestión excesiva de zinc. También por condiciones como bypass gástrico, resección del intestino proximal, sobrecrecimiento bacteriano, enfermedad celíaca, enfermedad inflamatoria intestinal y alimentación parenteral prolongada con una suplementación inadecuada de cobre.
El diagnóstico diferencial se establece mediante la deficiencia de Cu y ceruloplasmina séricos. También deben evaluarse los niveles séricos de Zn (para individuos que poseen una deficiencia de Cu inducida por una alta concentración de zinc). Se miden los niveles de Cu en orina (estarán por disminuidos)
El tratamiento utilizado para la mielopatía o mieloneuropatía por deficiencia de cobre implica la administración de suplementos de cobre por vía oral (o vía intravenosa si cuando no se alcanzan los niveles por vía oral) y la interrupción del zinc (en aquellas producidas por un consumo excesivo de zinc).Uno de los regímenes establecidos es 8 mg/día de cobre elemental durante 1 semana, seguido de 6 mg/día durante la semana siguiente, 4 mg/día durante la tercera semana y 2 mg/día a partir de entonces.

## Mielopatía por deficiencia de vitamina E[1][2]
La deficiencia de vitamina E se ha asociado con diversas afecciones neurológicas como oftalmoplejía, retinopatía, miopatía y un síndrome espinocerebeloso con neuropatía periférica asociada.
Las causas por las que se produce esta deficiencia están asociadas a una serie de trastornos adquiridos (malabsorción, enfermedad hepática o insuficiencia pancreática) y afecciones hereditarias (defectos en el gen de la apolipoproteína B o defectos en la síntesis y secreción de quilomicrones).
El diagnóstico se confirma mediante los niveles deficitarios de vitamina E sérica.
Para el tratamiento se utiliza suplementación oral usando dosis entre 200 Ul/día y 200 UI/kg/día. La administración parenteral puede ser necesaria con algunas afecciones, particularmente aquellas con malabsorción severa. Es posible que sea necesario administrar suplementos de por vida ya que este déficit no suele ser reversible.

## Mielopatía por heroína[1][2]
Entre las características observadas por el consumo intravenoso o intranasal de heroína tenemos mielopatía aguda.
El diagnóstico más eficaz es la historia de consumo del paciente ya que en las resonancias magnéticas puede que no encontremos ningún indicio particularmente al inicio de la exposición. Dados los múltiples informes de aparición de mielopatía con un solo uso de heroína después de un período de abstinencia, se ha argumentado que una reacción de hipersensibilidad inmunomediada puede ser el mecanismo más probable
El mejor tratamiento para estos casos es la ayuda para la desintoxicación de esta droga.

## Mielopatía por consumo de yuca[2]
El consumo prolongado de la raíz de yuca junto con una dieta deficiente en proteínas,  en particular, aminoácidos que contienen azufre puede provocar una enfermedad denominada konzo.
Los síntomas característicos en el konzo son una paraparesia espástica irreversible, que afecta principalmente a niños y mujeres en edad fértil. Y en algunos pacientes se desarrolla cuadriparesia y afecto pseudobulbar, pero no se produce pérdida sensorial ni deterioro genitourinario.
No se sabe cuál es el mecanismo por se produce neurotoxicidad; se ha sugerido la importancia de diagnosticar diversos metabolitos de la linamarina, el cianógeno primario de la yuca, incluidos el cianuro, el tiocianato y el cianato séricos y el historial de consumo
No existe un tratamiento eficaz para el konzo. La OMS recomienda una dieta variada y una terapia multivitamínica inmediata para prevenir o tratar otras posibles complicaciones.

## Mielopatía porLathyrus sativus[2]
Una dieta con una proporción entre 40%-50% de Lathyrus sativus  durante más de 3 meses puede llegar a producir una enfermedad conocida como neurolatirismo.
Se caracteriza por padecer una paraparesia espástica de inicio agudo-subagudo con antecedentes de mialgia, calambres y rigidez y debilidad de las extremidades inferiores.
La neurotoxicidad se produce por el aminoácido ácido 3-N-oxalil-L-2,3-aminopropanoico (conocido también como β-N-Oxalilamino-L-alanina, BOAA). Por lo tanto, su diagnóstico se simplifica a una monitorización de los niveles de BOAA en orina además del historial de exposición.
El tratamiento de la paraparesia espástica del neurolatirismo es de apoyo, utilizando ayudas para la marcha, farmacoterapia y fisioterapia para tratar la espasticidad. Y la preparación mejorada de los guisantes.

## Mielopatía relacionada con otros fármacos y tóxinas[1]
- El clioquinol es un antiprotozoario antifúngico que se usaba para tratar enfermedades parasitarias intestinales. Entre los años 50 y 70 afectó en Japón a más de 10.000 personas antes de que el gobierno prohibiera su uso. Los pacientes afectados desarrollaron parestesia de inicio subagudo en las piernas, paraparesia espástica y neuropatía óptica.  El clioquinol es un quelante del cobre y es posible que los síntomas clínicos sean el resultado de la deficiencia de cobre.

- Los organofosforados: Se encuentran de forma común en varios pesticidas. Su intoxicación puede causar mielopatía y mieloneuropatía. El fosfato de triortocresilo es un compuesto organofosforado que se encuentra como adulterante en varios aceites de cocina. Fue uno de los contribuyentes de una epidemia de neuropatía tóxica que se produjo como consecuencia del jengibre de Jamaica contaminado. El envenenamiento agudo con organofosforados causa síntomas de crisis colinérgica con pupilas puntiformes, salivación excesiva, debilidad muscular e insuficiencia respiratoria. Estos síntomas se tratan con pralidoxima y atropina. Va seguido de un período de latencia de varias semanas. Tras esto puede haber una fase progresiva con signos y síntomas de neuropatía sensitivomotora distal. También puede ocurrir paraparesia espástica o cuadriparesia. La medición de la actividad de la colinesterasa en los glóbulos rojos se utiliza para confirmar el diagnóstico.

## Mielopatía hepática[1]
Es una enfermedad poco frecuente caracterizada por paraparesia espástica y, en ocasiones, síntomas sensoriales. Los síntomas clínicos son debilidad y espasticidad lentamente progresivas de las extremidades inferiores. A nivel neurológico se observa una pérdida de mielina en las columnas laterales de la médula espinal.
La mielopatía hepática parece estar estrechamente relacionada con la derivación portosistémica de la sangre que puede permitir que el amoníaco y otros productos de degradación nitrogenados pasen por alto el hígado y causen daño a la médula espinal.  También se ha relacionado con una intoxicación por manganeso, pero esta intoxicación también puede cursar sin esta mielopatía hepática.
La identificación temprana de la mielopatía hepática es importante ya que los pacientes pueden responder al tratamiento con trasplante de hígado

## Mielopatía por radiaciones[1][2]
La mielopatía por radiación es causada por la radiación ionizante que se usa para tratar varios tipos de tumores de la médula espinal, mediastínicos y de cabeza / cuello. La incidencia de lesión de la médula espinal está influenciada por factores como la dosis total de radiación, la dosis de radiación por fracción, el tiempo entre tratamientos y la quimioterapia asociada. Los grupos de mayor edad también corren un mayor riesgo. La exposición previa a la radiación también aumenta los riesgos.
La mayoría de las mielopatías por radiación ocurren dentro de los primeros 6 meses después de la exposición y se presentan como una mielopatía transitoria aguda caracterizada por el signo de Lhermitte y ninguna otra manifestación neurológica. Se suele producir recuperación completa. El tratamiento con corticosteroides puede resultar útil. La resonancia magnética suele ser normal.
Una mielopatía por radiación retardada también puede ocurrir después de meses o años después de la radiación, presentándose como una paraparesia o cuadriparesia progresiva con pérdida sensorial y control deficiente de la vejiga y los intestinos. La afección puede ser fatal si está involucrado el segmento cervical superior de la médula espinal. Estos síntomas pueden ser permanentes y no se conoce un tratamiento eficaz. Su mecanismo también es desconocido.